# Milltown (Lisburn)
Milltown is een plaats in het Noord-Ierse County Antrim. Milltown telt 1356 inwoners. Van de bevolking is 67,7% protestant en 28,4% katholiek.